# Ginés de Morata
Ginés de Morata   (valor desconegut, segle XVI - valor desconegut, c. 1576 (Gregorià)) fou un compositor renaixentista del segle xvi d'origen ibèric, probablement portuguès.
A penes es coneixen detalls de la seva vida. Se sap que fou mestre de capella del Palau Ducal de Vila Viçosa, pertanyent als Ducs de Braganza, possiblement abans de 1576.
Només han sobreviscut un petit nombre de villancets, madrigals, cançons polifòniques i un "Pange lingua" d'aquest compositor. Les seves obres es conserven en manuscrits de la capella dels Ducs de Braganza i en el "Cancionero de Medinaceli" s'explicaria per la incorporació de Portugal a la Corona de Castella entre 1580 i 1640.
La major part de les seves obres són profanes, entre les quals cal destacar:
- Pués que no puedo olvidarte;
- Aquí me declaró su pensamiento;
- Pués para tan alta prueva;
- Llamo a la muerte;
- Tú me robaste;
- En el campo me metí.

Entre las obres religioses hi ha:
- Gloria laus et honor;
- Aestimatus sum;
- Sepulto Domino;

Discografia
- 1967 - Cantos de España. Victoria de los Ángeles, Ars Musicae de Barcelona. EMI Classics 7243 5 66 937 2 2.
- 1992 - El cancionero de Medinaceli 1535-1595. Jordi Savall. Hespèrion XX. Astrée. 1992.